# Lisa-Marie Vizaniari
Lisa-Marie Vizaniari (ur. 14 grudnia 1971 w Lake Cargelligo) – australijska lekkoatletka, specjalistka rzutu dyskiem i pchnięcia kulą, zdobywczyni trzech medali w rzucie dyskiem oraz w pchnięciu kulą podczas igrzysk Wspólnoty Narodów, dwukrotna olimpijka, później bokserka zawodowa.

## Kariera lekkoatletyczna
W wieku 18 lat zajęła 6. miejsce w rzucie dyskiem w zawodach pucharu świata w 1989 w Barcelonie.
Zdobyła złoty medal w rzucie dyskiem na igrzyskach Wspólnoty Narodów w 1990 w Auckland, wyprzedzając Jackie McKernan z Irlandii Północnej i swoją koleżankę z reprezentacji Australii Astrę Vitols. Na mistrzostwach świata juniorów w 1990 w Płowdiwie zdobyła w tej konkurencji srebrny medal, przegrywając z Natalją Koptiuch ze Związku Radzieckiego, a wyprzedzając Anję Gündler z Niemieckiej Republiki Demokratycznej.
Na igrzyskach Wspólnoty Narodów w 1994 w Victorii Vizaniari zdobyła brązowy medal w pchnięciu kulą, za Angielkami Judy Oakes i Myrtle Augee, a także zajęła 6. miejsce w rzucie dyskiem. Zajęła 8. miejsce w pchnięciu kulą w zawodach pucharu świata w 1994 w Londynie oraz odpadła w kwalifikacjach rzutu dyskiem na mistrzostwach świata w 1995 w Göteborgu.
Zajęła 8. miejsce w rzucie dyskiem na igrzyskach olimpijskich w 1996 w Atlancie oraz 12. miejsce w tej konkurencji na mistrzostwach świata w 1997 w Atenach. Zdobyła srebrny medal w rzucie dyskiem na igrzyskach Wspólnoty Narodów w 1998 w Kuala Lumpur, za Beatrice Faumuiną z Nowej Zelandii, a przed inną Australijką Alison Lever. Odpadła w kwalifikacjach tej konkurencji na mistrzostwach świata w 1999 w Sewilli, a na igrzyskach olimpijskich w 2000 w Sydney zajęła w niej ponownie 8. miejsce.
Vizaniari była mistrzynią Australii w rzucie dyskiem w 1995/1996, 1996/1997, 1997/1198 i 1998/1999, wicemistrzynią w tej konkurencji w 1988/1989, 1989/1990, 1991/1992, 1994/1995 i 1999/2000 oraz brązową medalistką w 1993/1994. W pchnięciu kulą zdobyła złoty medal w 1994/1994, srebrne w 1988/1989 i 1997/1998 oraz brązowe w 1986/1987 i 1993/1994. Była również mistrzynią Wielkiej Brytanii (AAA) w rzucie dyskiem w 1990 i 1995.
Rekordy życiowe:
- pchnięcie kulą – 16,28 m (28 lutego 1998, Sydney)
- rzut dyskiem – 65,86 m (2 marca 1997, Melbourne)

## Kariera bokserska
Po zakończeniu wyczynowego uprawiania lekkiej atletyki została bokserką. Stoczyła osiem walk zawodowych w wadze ciężkiej, cztery w latach 2001-–2004 i cztery w latach 2012–2014. Zdobyła tytuły mistrzyni świata wagi ciężkiej mało liczących się organizacji WBF i WIBA.